# Braunbauch-Fruchttaube
Die Braunbauch-Fruchttaube oder Brenchleyfruchttaube  (Ducula brenchleyi) ist eine Art der Taubenvögel. Sie kommt ausschließlich auf den Salomonen vor. Die IUCN ordnet diese Art als gefährdet (vulnerable) ein. Das Verbreitungsgebiet der Braunbauch-Fruchttaube ist zwar groß, wegen ihrer spezifischen Nahrungsanforderungen und nomadischen Lebensweise ist sie jedoch großem Jagddruck ausgesetzt. In ihrem Verbreitungsgebiet findet außerdem Holzeinschlag in großem Maße statt. Dies reduziert die Anzahl fruchttragender Bäume, die für die Ernährung dieser Taubenart wesentlich sind. Die Informationen über den Bestand, der insgesamt auf weniger als 2.500 Individuen geschätzt wird, lässt darauf schließen, dass die Populationszahlen rasch sinken.

## Erscheinungsbild
Die Braunbauch-Fruchttaube erreicht eine Körpergröße von bis zu 38 Zentimetern. In ihrem Erscheinungsbild weist sie große Ähnlichkeit mit der Peales-Fruchttaube auf. Ein Geschlechtsdimorphismus besteht nicht.
Der Kopf der Braunbauch-Fruchttaube ist silbergrau. Die Kehle und das Gesicht sind rötlich. Der hintere Hals ist dunkel blaugrau. Der Rücken, die Flügel sowie die mittleren Schwanzfedern sind dunkelgrau und schimmern silbrig. Die obere Brust ist rötlich, zur unteren Brust hin geht dies in ein dunkles Kastanienbraun über. Der Schnabel ist dunkelgrau. Die Iris und die Füße sind dunkelrot.

## Verbreitung und Lebensraum
Die Braunbauch-Fruchttaube ist eine endemische Art der Salomonen und kommt dort auf den Inseln Guadalcanal, Malaita, Makira und den kleineren Inseln Ugi, Ulawa und Malaupaina vor. Auf Makira, Ugi und Ulawa war sie noch in den 1950er Jahren häufig. Möglicherweise ist sie auf den beiden letztgenannten Inseln jedoch mittlerweile ausgestorben.
Der Lebensraum der Braunbauch-Fruchttaube sind immergrüne Regenwälder. In den Küstengebieten nutzt sie auch Sekundärwälder. Sie zeigt jedoch insgesamt eine Präferenz für Primärwälder mit einer dicht geschlossenen Baumwipfelzone. Die Höhenverbreitung reicht vom Tiefland bis in Höhen von 700 Metern.

## Lebensweise
Die Braunbauch-Fruchttaube ist eine Art, die überwiegend in kleinen Trupps lebt. Sie wird jedoch gelegentlich auch einzeln oder in Paaren beobachtet. An reichlich fruchttragenden Bäumen ist sie gelegentlich mit Grauen Fruchttauben vergesellschaftet. Sie scheint eine nomadisch lebende Art zu sein, da die Bestandszahlen lokal stark schwanken. Ihr Nahrungsspektrum umfasst vor allem Früchte, die sie direkt von den Zweigen pickt. Über die Brutbiologie ist nichts bekannt.

## Belege

### Weblink
- Ducula brenchleyi in der Roten Liste gefährdeter Arten der IUCN 2013.1. Eingestellt von: BirdLife International, 2012. Abgerufen am 31. Oktober 2013.